# 德国少年团

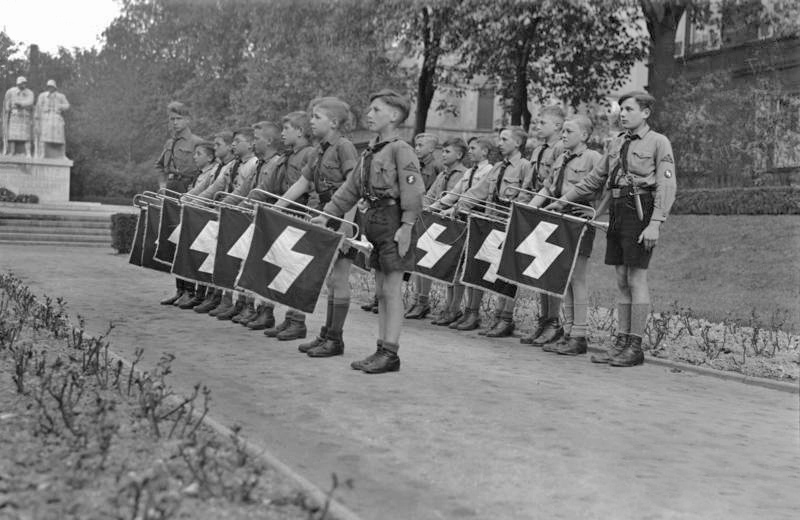
1933年在沃尔姆斯参加纳粹集会的德国少年团，携带的小号上带有少年团旗帜

德国少年团（德語：Deutsches Jungvolk，缩写DJ或DJV）是希特勒青年团面向10至14岁男孩设置的下属组织。这一组织参与了国家社会主义的雅利安人種理念以及“全国社区”（德語：Volksgemeinschaft）的构建。该组织面对其年幼的成员宣扬对希特勒和纳粹政权的忠诚，支持青少年开展体育活动以增强他们的男性气概、体力、活力和军国主义思想。家长可以送十四岁以下男孩的参加这一组织，在德国的许多地方，其成员是应学校要求或镇政府命令而被迫加入的。纳粹认为训练儿童变得坚韧可以去除它们身上的弱点。这一组织亦向儿童灌输反犹主义。

## 历史
德国少年团是1928年由科特·格鲁伯建立的，当时的名称是“少年队伍”（德語：Jungmannschaften），后多次更名直至1931年3月更名为“希特勒青年团下属德国少年团”（德語：Deutsches Jungvolk in der Hitler Jugend）。1936年3月以后，在国家青年办公室注册的适龄且种族合适的男孩均可加入德国少年团。虽然加入这一组织并非强制的，但未能将适龄男孩送入少年团的家长将被视为未能尽到公民义务。
1945年10月10日，德国少年团和希特勒青年团等纳粹党附属组织被盟国管制理事会解散。

## 组织
成员加入时宣读与《希特勒誓词》类似的誓词：
“在代表我们元首的这面血旗面前，我宣誓将我的所有精力和力量贡献给我国的救星阿道夫·希特勒，我愿意且随时准备为他献出我的生命，请上帝帮助我。”

## 相關藝術作品
- 電影
  - 《兔嘲男孩》（2019年），故事中主角Johannes “Jojo” Betzler 喬喬·貝斯勒是青年團的一份子。